# Mariusz Dzwonek
Mariusz Dzwonek (ur. 8 września 1975 w Sosnowcu), znany również jako Demon – polski muzyk, gitarzysta i perkusista. Członek Akademii Fonograficznej ZPAV.
Od 1993 roku związany z formacją Frontside, której był współzałożycielem. W zespole początkowo grał na perkusji. We wczesnym okresie działalności grupy, wykonującej hardcore, Dzwonek reprezentował zasady straight edge. Po kilku latach objął stanowisko gitarzysty. W 2003 roku wraz z grupą otrzymał nagrodę polskiego przemysłu fonograficznego Fryderyka w kategorii Album roku heavy metal za wydawnictwo I odpuść nam nasze winy (2002).
W 2011 muzyk zajął 5. miejsce w plebiscycie Magazynu Gitarzysta Najlepszy gitarzysta roku 2010.

## Dyskografia
- Sadistical - Songs for the Children of Vampire (EP, 1998, Enigmatic)

## Instrumentarium
| Gitary - Mayones Flame (EMG 81) - Mayones Setius (EMG 81+EMG 85) - Witkowski V (2X EMG 81) - B.C. Rich Virgo (EMG 81+singel B.C.Rich) | Wzmacniacze, kolumny głośnikowe i efekty - Randall RH 300 G3 - Randall RS 412 XC - Digitech 2101 Studio Tube - Digitech Whammy |